# Pierre-Eugène Bourgin
 (octobre 2024).
Si vous disposez d'ouvrages ou d'articles de référence ou si vous connaissez des sites web de qualité traitant du thème abordé ici, merci de compléter l'article en donnant les références utiles à sa vérifiabilité et en les liant à la section « Notes et références ».
 (juillet 2008).
Pour les articles homonymes, voir Bourgin.
Le Capitaine Pierre-Eugène Bourgin est né le 7 janvier 1924 à Saint-Nizier-de-Fornas dans la Loire et mort le 1er mars 1959 au douar Ouillen (région de Souk Ahras, Algérie). Officier et poète, il publie ses œuvres sous la signature de Von Palaïeff, pseudonyme choisi alors qu’il sert à la 3e compagnie saharienne portée de la Légion étrangère.

## Biographie
Dans son adolescence, il sert aux chantiers de jeunesse de Messeix dans le Puy-de-Dôme, du 1er novembre 1942 au 1er décembre 1944, puis souscrit un contrat d’engagement au titre de la 1re division blindée, le 11 mai 1945. Il est affecté au centre d’instruction de l’arme blindée où il est nommé brigadier-chef le 15 juin. Il est ensuite détaché à la 5e DB en Allemagne, puis il est affecté au 11e RCA. Il est nommé au grade de maréchal-des-logis le 15 décembre.

## L'officier
Pressenti pour faire une carrière d’officier, il est envoyé à l’école d’application de l’arme blindée et cavalerie (ABC) à Saumur, qu’il rejoint le 24 février 1946. À l’issue du cours, il retrouve le 11e RCA, le 31 mai et il y est promu maréchal-des-logis-chef, le 1er juin. En janvier 1947, il intègre la 8e promotion de l’École spéciale militaire de Saint-Cyr et à sa sortie, il choisit l’ABC. Après un deuxième stage à l’EAABC de Saumur, il y reste à l’encadrement. Il est nommé aspirant le 1er décembre et sous-lieutenant le 1er septembre 1948. 
Dans le cadre normal des mutations, il est affecté au 5e régiment de dragons à Tarascon le 11 octobre 1948. Il fait mouvement avec son unité vers l’Autriche, au titre de l’armée d’occupation.
Volontaire pour l’Extrême-Orient, il embarque sur le S/S Champollion le 4 juillet 1950 et débarque en Indochine. Il est affecté au 2e bataillon du 5e régiment de cuirassiers le 28 juillet. Il est promu au grade de lieutenant le 1er septembre. En janvier 1951, il est mis à disposition de l’école des cadres de Bien Hoa. Il retrouve son régiment le 1er février où il forme un commando. En septembre, il est blessé par piège.
Le 4 octobre 1952, il quitte Saïgon par voie aérienne, avec trois citations à l’ordre du corps d’armée et bénéficie d’un congé de fin de campagne. Une quatrième citation, à l’ordre de l’armée et la croix de chevalier de la Légion d’honneur lui sont décernées par décret du 25 février 1953. 
Il est affecté au 5e régiment de dragons aux forces françaises en Allemagne, le 21 octobre. Il suit son unité qui est rapatriée sur Périgueux, le 28 novembre 1953.

## LaLégion étrangère
Désigné pour servir au 2e régiment étranger de cavalerie (2e REC), il rejoint Oujda en Algérie le 25 juillet 1954. Initialement prévu pour un renfort à destination de l’Extrême-Orient, il gagne Nouvion en Algérie le 10 décembre, mais il est désigné pour encadrer des compagnies lors d’exercices aérotransportés de type « Blizzard » avec lesquelles il fait une tournée de police (Prévention de l’Oranie) dans la région de Tlemcen. Il est affecté à la 3e CSPL au Fort Leclerc à Sebha, qu’il rejoint 23 mai 1955. Il est promu au grade de capitaine le 1er juillet 1956. Affecté à la compagnie d’instruction des cadres au groupement d'instruction de la Légion étrangère (GILE) du 1er Régiment étranger d'infanterie à Sidi Bel Abbès, le 1er août, il effectue un stage de sauts au camp de Pau-Astra, du 4 mars au 4 mai 1957, et en juillet, il est affecté au 2e REP à Philippeville.
En opération, il est blessé mortellement d’une balle le 1er mars 1959 à la tête de sa compagnie portée. Il décède pendant son transport vers l’hôpital de Souk Ahras. En Afrique du Nord il a gagné une citation à l’ordre du corps d’armée, une à l’ordre de la brigade et une à l’ordre de la division. Lors de son décès, une ultime citation à l’ordre de l’armée, accompagne la croix d’officier de la Légion d’honneur, attribuée à titre posthume.
Une promotion de l’école militaire interarmes de 1961 à 1962 prendra son nom.
Une plaque « Place Capitaine Bourgin (1924-1959) » est apposée à Saint-Nizier-de-Fornas (Loire) pour lui rendre hommage, là où il vécut avec ses parents et ses deux frères.

## Décorations
- Officier de la Légion d'honneur (1959)[1]
- Croix de guerre des Théâtres d'opérations extérieurs (4 citations dont 1 palme)
- Croix de la Valeur militaire (4 citations dont 1 palme)
- Médaille coloniale
- Médaille commémorative de la campagne d'Indochine
- Médaille commémorative des opérations de sécurité et de maintien de l'ordre en Afrique du Nord
- Croix de la vaillance du Vietnam

## Poèmes
- La vieille lampe (Montbrison, 21 janvier 1945)
- Une légende de Noël
- Perlin et Pinpin
- Prière du Légionnaire-Parachutiste
- La Nuit du 30 avril
- Le volontaire étranger
- Si
- Leurs yeux
- Légende de Imaouène
- Nuits et jours de Sebha

## Sources
- Centre de documentation de la Légion étrangère